# NGC 2089
NGC 2089 è una vasta galassia lenticolare situata nella costellazione della Lepre, a una distanza di circa 147 milioni di anni luce dalla nostra Via Lattea.

## Scoperta
La galassia è stata scoperta il 6 febbraio 1785 dall'astronomo britannico di origine tedesca William Herschel.